# Anna Ecklund
Anna Ecklund es el pseudónimo de Emma Schmidt (23 de marzo o 3 de julio de 1882-23 de julio de 1941 o 1964), una mujer poseída y exorcizada a lo largo de varias décadas. El último exorcismo tuvo lugar en Earling (Iowa) desde el 18 de agosto de 1928 hasta el 23 de diciembre del mismo año. Al parecer, Ecklund empezó a mostrar síntomas semejantes a una posesión a la edad de 14 años, teniendo 46 cuando se produjo el último exorcismo a manos del padre Theophilus Riesinger, un sacerdote católico.
El caso de Ecklund está considerado por teólogos y expertos en fenómenos paranormales como una de las posesiones más extensamente documentadas del siglo xx, llegando incluso a figurar en un ejemplar de 1936 de la revista Time.

## Biografía

### Primeros años
Pese a que varias fuentes publicadas establecen que Emma nació en Milwaukee el 23 de marzo de 1882 y creció en un hogar católico en Marathon (Wisconsin), esta información resulta problemática debido a que, según esto, Emma habría sido hija de Eduard Schmidt, lo que contradice tanto los registros publicados como inéditos sobre las supuestas posesiones y exorcismos, en los cuales se asegura que el nombre del padre era Jacob. Si esta información es correcta, entonces la verdadera identidad de Emma Schmidt, según la base de datos de Ancestry, podría corresponderse con la de Hulda Emma Schmidt, nacida el 3 de julio de 1882 en Turgovia (Suiza), hija de Jacob y Anna Schmidt, quienes emigraron a Wisconsin en 1884. Hulda tenía ocho hermanos y murió en Milwaukee el 23 de julio de 1964. De acuerdo con los registros de Wisconsin, los padres de Schmidt eran inmigrantes alemanes, y niegan algunas fuentes el hecho de que fuese criada en Marathon. El manuscrito de Bunse sostiene que Riesinger exorcizó a Schmidt en Milwaukee y que Emma, conocida como «Mary X», conoció al sacerdote en Nueva York alrededor de 1898, cuando tenía 16 años. Un artículo en The Des Moines Register del 23 de septiembre de 1928 afirma: «Se cree que familiares residentes cerca de aquí han convencido al reverendo Joseph Steiger, pastor de la Iglesia de St. Joseph, de traer a la mujer a Earling desde una ciudad del este para el ritual». Esto sugiere que Emma era en realidad oriunda de la costa este de Estados Unidos y no de Wisconsin.
Schmidt empezó a mostrar señales de una posesión durante su adolescencia: sentía un profundo rechazo y repulsión hacia objetos sagrados, tenía pensamientos perturbadores y era incapaz de entrar a una iglesia (Ecklund empezó también a tomar parte en «actos sexuales inexplicables»). Según una nota publicada en 1935, la causante de su supuesta posesión era su tía Mina, una conocida bruja local que presuntamente hechizaba las hierbas que Emma empleaba para preparar la comida. Al parecer, Mina era, además, la amante del padre de Ecklund.

### Exorcismos y muerte
El 18 de junio de 1912, Ecklund se sometió a un exorcismo conducido por el padre Theophilus Riesinger, un sacerdote capuchino oriundo de Baviera (Alemania), quien contaba con la aprobación del obispo Thomas Dunn (Riesinger había sido monje en la comunidad de St. Anthony en Marathon). Se conocen pocos datos acerca de este exorcismo inicial, si bien Ecklund no volvió a ser sometida a ninguna de estas prácticas durante dos décadas tras el exorcismo de 1912.
En el verano de 1928 se pidió a Riesinger llevar a cabo un segundo exorcismo a Emma. El padre Joseph Stieger, quien era amigo de Riesinger, le sugirió que el ritual fuese realizado en un convento propiedad de las franciscanas de Earling. Ecklund fue conducida el 17 de agosto al convento, donde mostró numerosos síntomas de posesión, entre ellos un ataque de ira provocado por comida rociada con agua bendita, además de silbar como un gato. Con la ayuda de las franciscanas, el exorcismo se llevó a cabo el 18 de agosto; el ritual fue violento, con Emma levitando, aullando y colgándose del marco de una puerta. La primera sesión duró hasta el 26 de agosto, llevándose a cabo una segunda entre el 13 y el 20 de septiembre seguida de una última sesión del 15 al 23 de diciembre.
El prolongado exorcismo produjo un considerable deterioro en el cuerpo de Ecklund, puesto que la mujer se negaba a comer, además de vomitar porquería y lo que parecían ser hojas de tabaco. Su cabeza, labios y rostro estaban hinchados y era capaz de hablar múltiples lenguas desconocidas para ella. El ritual fue tan agotador y el comportamiento de Emma tan violento que muchas de las monjas pidieron ser trasladadas a otro convento. Se creía que Ecklund estaba poseída por Judas Iscariote así como por Jacob, su propio padre, quien al parecer la habría hechizado con ayuda de Mina, su amante, por haber rechazado Emma sus propuestas incestuosas en su adolescencia. Durante los exorcismos Ecklund habló además en alto falsete, lo que Riesinger interpretó como la voz de Mina.
El 23 de diciembre, último día del ritual, Riesinger ordenó a los demonios regresar al Infierno en el nombre del Padre, del Hijo, y del Espíritu Santo por intercesión de la Virgen María. Tras esto, Ecklund se desmayó en su cama y empezó a gritar «¡Belcebú, Judas, Jacob, Mina!» seguido de «¡Infierno, Infierno, Infierno!»; a continuación abrió los ojos y dijo con su propia voz: «¡Gracias Jesús! ¡Alabado sea Jesucristo!». El exorcismo fue descrito como exitoso, experimentando Emma tras el mismo posesiones «más suaves» y «manejables».
Supuestamente falleció el 23 de julio de 1941 a los 59 años, aunque también es posible que muriese el 23 de junio de 1964, con 81.